# Корчовени (Галац)
Корчовени (рум. Corcioveni) насеље је у Румунији у округу Галац у општини Брахашешти. Oпштина се налази на надморској висини од 140 m.

## Становништво
Према подацима из 2002. године у насељу је живело 194 становника, од којих су сви румунске националности.